# Un Américain bien tranquille (film, 2002)
Pour les articles homonymes, voir Un Américain bien tranquille.
Pour plus de détails, voir Fiche technique et Distribution.
Un Américain bien tranquille (The Quiet American) est un film multinational réalisé par Phillip Noyce et sorti en 2002. Il s'agit d'une adaptation du roman du même nom de Graham Greene. La distribution est composée de Michael Caine, Brendan Fraser et Đỗ Thị Hải Yến.

## Synopsis
À Saïgon, au Viêt Nam, au début de 1952, pendant la guerre d'Indochine, le journaliste britannique chevronné Thomas Fowler et le jeune Américain Alden Pyle, membre d’une mission d’aide médicale, se disputent les faveurs de la jeune amie vietnamienne de Fowler, Phuong. Parallèlement, Fowler découvre progressivement la véritable personnalité de Pyle. Ce dernier, agent sous couverture de la CIA, apporte un soutien logistique au général Thé, qui commet des attentats contre les Français faussement attribués au Việt Minh.

## Fiche technique
- Titre original : The Quiet American
- Titre français : Un Américain bien tranquille
- Réalisation : Phillip Noyce
- Scénario : Christopher Hampton et Robert Schenkkan (en), d'après le roman Un Américain bien tranquille de Graham Greene
- Musique : Craig Armstrong
- Photographie : Christopher Doyle
- Décors : Roger Ford
- Costumes : Norma Moriceau (en)
- Montage : John Scott (de)
- Production : Staffan Ahrenberg, William Horberg, Anthony Minghella, Sydney Pollack
- Sociétés de production : Mirage Enterprises, IMF - Internationale Medien und Film
- Pays de production :  États-Unis,  France,  Royaume-Uni,  Allemagne et  Australie
- Format : couleur — 35 mm — 2,35:1 — son DTS / Dolby Digital / SDDS
- Genre : drame politique
- Durée : 100 minutes
- Dates de sortie :
  - Canada : 22 novembre 2002 (festival de Toronto)
  - États-Unis : 22 novembre 2002
  - France : 20 août 2003
- Classification[1] :
  - États-Unis : R
  - France : tous publics

## Distribution
- Michael Caine : Thomas Fowler
- Brendan Fraser : Alden Pyle
- Rade Šerbedžija : inspecteur Vigot
- Đỗ Thị Hải Yến (VF : Fanny Roy) : Phuong
- Tzi Ma : Hinh
- Robert Stanton : Joe Tunney
- Holmes Osborne : Bill Granger
- Quang Hai : général Thế, inspiré de Trình Minh Thế
- Ferdinand Hoang : Monsieur Muoi

## Production
Le tournage a lieu au Viêt Nam, notamment à Hô Chi Minh-Ville, Da Nang, Hanoï, Ninh Bình, Hoa Lu et Hội An, ainsi que dans les Disney Studios Australia à Sydney.

## Accueil critique
Pour Jean-François Rauger dans Le Monde, le film est « une adaptation honnête du roman de Graham Greene qui ne fait pourtant pas oublier la version de Mankiewicz ».

## Récompenses
Michael Caine est nommé à l'Oscar du meilleur acteur pour son jeu dans le film lors de la 75e cérémonie des Oscars, ainsi qu'au Golden Globe du meilleur acteur dans un film dramatique à la 60e cérémonie des Golden Globes et au British Academy Film Award du meilleur acteur à la 56e cérémonie des British Academy Film Awards.